# حزقيال أنطونيو مينينديث فرنانديز
حزقيال أنطونيو مينينديث فرنانديز (بالإسبانية: Juan Antonio Menéndez Fernández)‏ هو قاضي إسباني، ولد في 6 يناير 1957 في غرادو في إسبانيا، وتوفي في 15 مايو 2019 في أسترقة في إسبانيا بسبب نوبة قلبية.